# Црна река (Индијана)
Црна река (енгл. Black River) је 19,6 миља дуга (31.5 км) река која извире јужно од Оувенсвила у Индијани. Тече југозападно кроз југозападни округ Гибсон и северозападни округ Пози испод аутопута Интерстате 64 између Позивила и Грифина пре него што се улије у реку Вобаш северно од Њу Хармонија.